# Ranulfo de Briquessart
No confundir con su padre Ranulfo de Briquessart «el Viejo».
Ranulfo de Briquessart fue un noble normando, vizconde de Bayeux y Bessin, señor de Briquessart (apodado el Joven, c. 1046-1089). Era hijo de Ranulfo de Bessin y Alicia de Normandía, hija de Ricardo III de Normandía.El nombre hace referencia a la fortaleza familiar Briquessart-en-Livry, de los condes de Chester en el Bessin de Normandía.
La familia de Ranulfo estaba relacionada con la Casa de Normandía por matrimonio. Odón de Bayeux y Ranulfo eran los magnates más poderosos de la región de Bessin. La última mención de Ranulfo se cita en un certificado de la Catedral de Bayeux el 24 de abril de 1089 relacionado con Roberto II de Normandía.

## Herencia
Esposó con Maud [Matilde] d'Avranches, hija de Richard Goz. Fruto de esa relación nacieron varios hijos:
- Matilda (c. 1067), esposa de Robert de Trevers (c. 1072-1135);
- Ranulf le Meschin, III conde de Chester y vizconde de Bayeux;
- Guillermo fitz Ranulf (m. 1130), señor de Copeland;
- Geoffrey fitz Ranulf (c. 1074);
- Robert fitz Ranulf (c. 1076);
- Agnes [Adeliza] (c. 1078);
- Richard fitz Ranulf, murió joven.